# Cholet-Pays de Loire 2015
La Cholet-Pays de Loire 2015, trentottesima edizione della corsa, valida come evento dell'UCI Europe Tour 2015 categoria 1.1 e come terza prova della Coppa di Francia, si svolse il 22 marzo 2015 su un percorso di 208 km. 
Fu vinta dal francese Pierrick Fédrigo, che giunse al traguardo con il tempo di 5h02'11", alla media di 41,3 km/h, davanti allo spagnolo Jon Ander Insausti e a chiudere il podio il belga Baptiste Planckaert.
Alla partenza 137 ciclisti presero il via, dei quali 114 portarono a termine la gara.

## Squadre e corridori partecipanti
| N.    | Cod. | Squadra                     |
| ----- | ---- | --------------------------- |
| 1-8   | TSV  | Topsport Vlaanderen-Baloise |
| 11-18 | ALM  | AG2R La Mondiale            |
| 21-27 | FDJ  | FDJ                         |
| 31-38 | EUC  | Team Europcar               |
| 41-47 | COF  | Cofidis, Solutions Crédits  |
| 51-58 | BSE  | Bretagne-Séché              |
| 61-68 | CJR  | Caja Rural-Seguros RGA      |
| 71-78 | WGG  | Wanty-Groupe Gobert         |
| 81-88 | ROT  | Roth-Skoda                  |

| N.      | Cod. | Squadra                     |
| ------- | ---- | --------------------------- |
| 91-98   | CLT  | Cult Energy Pro Cycling     |
| 101-107 | AND  | Androni Giocattoli-Sidermec |
| 111-118 | AUB  | Auber 93                    |
| 121-128 | RLM  | Roubaix-Lille Métropole     |
| 131-138 | ADT  | Armée de Terre              |
| 141-148 | WBC  | Wallonie-Bruxelles          |
| 151-157 | VER  | Veranclassic-Ekoi           |
| 161-168 | MUR  | Murias Taldea               |
| 171-178 | M13  | Team Marseille 13-KTM       |

## Ordine d'arrivo (Top 10)
| Pos. | Corridore           | Squadra       | Tempo    |
| ---- | ------------------- | ------------- | -------- |
| 1    | Pierrick Fédrigo    | Bretagne      | 5h02'11" |
| 2    | Jon Ander Insausti  | Murias Taldea | a 21"    |
| 3    | Baptiste Planckaert | Roubaix-Lille | s.t.     |
| 4    | Antoine Demoitié    | Wallonie      | s.t.     |
| 5    | Ignatas Konovalovas | Marseille 13  | s.t.     |
| 6    | Yukiya Arashiro     | Europcar      | a 54"    |
| 7    | Nicolas Edet        | Cofidis       | s.t.     |
| 8    | Romain Le Roux      | Armée de Te.  | a 1'00"  |
| 9    | Théo Vimpère        | Auber 93      | a 1'18"  |
| 10   | Justin Jules        | Veranclassic  | s.t.     |